# Хеџесвил (Западна Вирџинија)
Хеџесвил (енгл. Hedgesville) град је у америчкој савезној држави Западна Вирџинија.

## Демографија
По попису из 2010. године број становника је 318, што је 78 (32,5%) становника више него 2000. године.
| Група             | 2000.       | 2010.       |
| Белци             | 219 (91,3%) | 282 (88,7%) |
| Афроамериканци    | 9 (3,8%)    | 17 (5,3%)   |
| Азијати           | 0 (0,0%)    | 1 (0,3%)    |
| Хиспаноамериканци | 2 (0,8%)    | 10 (3,1%)   |
| Укупно            | 240         | 318         |